# Down, Wicked & No Good
Down, Wicked & No Good — шостий мініальбом шведського метал-гурту In Flames, виданого 17 листопада 2017 року. Альбом містить чотири кавер-версії пісень всесвітньовідомих рок- та поп-колективів.

## Список пісень
| #     | Назва                                    | Тривалість |
| ----- | ---------------------------------------- | ---------- |
| 1.    | «It's No Good» (Depeche Mode cover)      | 4:55       |
| 2.    | «Down In A Hole» (Alice in Chains cover) | 5:24       |
| 3.    | «Wicked Game» (Кріс Айзек cover)         | 5:09       |
| 4.    | «Hurt» (Nine Inch Nails cover, Live)     | 4:11       |
| 19:39 |                                          |            |

## Список учасників
- Андерс Фріден — вокал
- Бйорн Гелотте — гітара
- Ніклас Енгелін — гітара
- Брайс Пол — бас-гітара
- Джо Рікард — ударні